# مهندس إنشائي

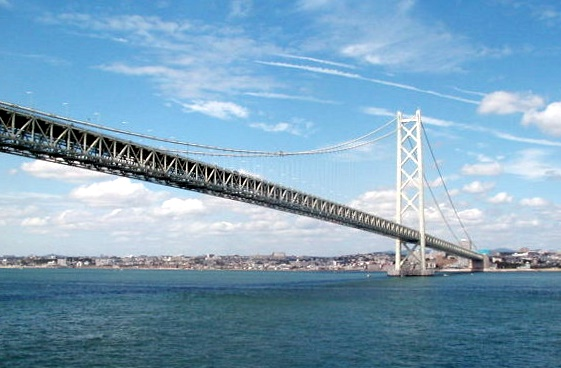
جسر أكاشي كايكو في اليابان.

المُهندس الإنشائي هو المُهندس المدني المُتخصص في هندسة الإنشاءات والذي يُحلل العناصر والأنظمة الإنشائية ويصممها ويخططها ويبحث فيها لتحقيق أهداف التصميم وضمان سلامة وراحة المستخدمين أو المقيمين. يأخذ عملهم اعتبارات السلامة والاعتبارات التقنية والاقتصادية والبيئية بعين الاعتبار بشكل رئيسي، ولكن قد يأخذون في الاعتبار أيضًا العوامل الجمالية والاجتماعية.
تعتبر الهندسة الإنشائية فرعًا تخصصيًا ضمن الهندسة المدنية عادةً، ولكن يمكن دراستها أيضًا على حدة. في الولايات المتحدة، معظم المهندسين الإنشائيين الممارسين للمهنة حاليًا مرخصون للعمل كمهندسين مدنيين، لكن يختلف الوضع من دولة إلى أخرى. لدى بعض الدول رخصة منفصلة للمهندسين الإنشائيين، وهي مطلوبة لتصميم المنشآت الخاصة أو عالية المخاطر، مثل: المدارس والمستشفيات أو ناطحات السحاب. في المملكة المتحدة، معظم المهندسين الإنشائيين في صناعة البناء هم أعضاء في معهد المهندسين الإنشائيين أو معهد المهندسين المدنيين.
تشمل المنشآت النموذجية التي يصممها المهندس الإنشائي المباني والأبراج والملاعب والجسور. يمكن للمهندس الإنشائي أيضًا تصميم المنشآت الأخرى، مثل: منصات النفط والأقمار الصناعية والطائرات والسفن. يعمل معظم المهندسين الإنشائيين في صناعة البناء، ولكن هناك أيضًا مهندسون إنشائيون في صناعات الفضاء الجوي والسيارات وبناء السفن. في صناعة التشييد، يعملون مباشرة مع المهندسين المعماريين والمهندسين المدنيين والمهندسين الميكانيكيين والمهندسين الكهربائيين والمسّاحين الكميين ومديري التشييد.
يضمن المهندسون الإنشائيون بناء المباني والجسور لتكون قوية ومستقرة بما يكفي لمقاومة جميع الأحمال الإنشائية المتوقعة (على سبيل المثال: الجاذبية والرياح والثلج والمطر والزلازل والهزات الأرضية وضغط التربة ودرجة الحرارة وحركة المرور) من أجل منع أو تقليل الخسائر في الأرواح أو الإصابات، ويصممون المنشآت لتكون قوية بما يكفي لتجنب الترخيم أو الاهتزاز في غير الحدود المقبولة. راحة الإنسان قضية يُنظر فيها بانتظام في الحدود. يعتبر الإجهاد أيضًا اعتبارًا مهمًا في الجسور وتصميم الطائرات أو المنشآت الأخرى التي تشهد العديد من دورات الإجهاد طوال عمرها. كما يُؤخذ في الاعتبار أيضًا قوة تحمل المواد ضد التدهور المحتمل الذي قد يضعف الأداء على مدار عمر التصميم.

## التعليم
عادةً ما يكون تعليم المهندسين الإنشائيين من خلال درجة البكالوريوس في الهندسة المدنية، وغالبًا ما تكون درجة الماجستير متخصصة في الهندسة الإنشائية. الموضوعات الأساسية الرئيسية للهندسة الإنشائية هي مقاومة المواد أو ميكانيكا المواد الصلبة، التحليل الإنشائي - الاستاتيكي والديناميكي وعلم المواد والتحليل العددي. الخرسانة المسلحة والمنشآت المركبة والأخشاب وحجارة البناء وتصميمات المنشآت المعدنية هي دورات في التصميم الإنشائي العام تُدرس في المستوى التالي من تعليم الهندسة الإنشائية. صُممت دورات التحليل الإنشائي التي تشمل ميكانيكا الإنشاءات وديناميكيا الإنشاءات وتحليل الإخفاق الإنشائي لبناء مهارات ونظريات التحليل الأساسية لدى طلاب الهندسة الإنشائية. في مستوى سنة التخرج أو في برامج الدراسات العليا، يُدرس عادةً تصميم الخرسانة سابقة الإجهاد وتصميم الإطار الفضائي للمباني والطائرات وهندسة الجسور وتأهيل المنشآت المدنية والفضائية الجوية وغيرها من تخصصات الهندسة الإنشائية المتقدمة.
في الآونة الأخيرة في الولايات المتحدة، كانت هناك مناقشات في مجتمع الهندسة الإنشائية حول قاعدة المعرفة لخريجي الهندسة الإنشائية. دعا البعض إلى أن تكون درجة الماجستير هي المعيار الأدنى للرخصة المهنية للعمل كمهندس مدني. هناك درجات جامعية منفصلة في الهندسة الإنشائية في جامعة كاليفورنيا بمدينة سان دييغو وفي جامعة العمارة والهندسة المدنية والجيوديسيا في مدينة صوفيا ببلغاريا. تخصص العديد من الطلاب الذين أصبحوا لاحقًا مهندسين إنشائيين في برامج درجة الهندسة المدنية والميكانيكية أو هندسة الطيران، مع التركيز على الهندسة الإنشائية.

## جمعيات ومنظمات
- معهد المهندسين الإنشائيين

## وصلات خراجية
- (بالإنجليزية) A day in the life of a structural engineer